# Disztl László
Disztl László (Baja, 1962. június 4. –) magyar labdarúgó, hátvéd. Az 1986-os mexikói labdarúgó-világbajnokság résztvevője. Disztl Péter kapus öccse. 1998-ban az MDNP önkormányzati jelöltje volt Székesfehérváron.

## Pályafutása

### Klubcsapatban
Egy Fejér megye-Bács-Kiskun megye ifjúsági labdarúgó találkozón figyeltek fel a Videoton megfigyelői a Disztl testvérek játékára. Testvére után ő is 14 évesen Székesfehérvárra igazolt. Első élvonalbeli mérkőzését 1980-ban játszotta. Innentől stabil csapattaggá vált és testvérével nyolc éven át egy csapatban szerepelt. Tagja volt az UEFA-kupában a döntőig menetelő csapatnak. Az elődöntőben fontos gólt szerzett a Zseljeznyicsár elleni mérkőzésen, Székesfehérváron.
1987-ben testvérével együtt Kispestre a Honvédhoz került. Itt kétszeres magyar bajnok lett. 1989-ben elváltak útjaik. Disztl László öt évig a belga FC Bruges játékosa lett, ahol kétszeres belga bajnok, egyszeres belga kupagyőztes lett. 1991–1992-es KEK szezonban az elődöntőig jutottak, ahol a későbbi győztes Werder Bremen búcsúztatta őket. 1992–1993-ban a BL-ben a legjobb nyolc között csoportjukban a harmadikak lettek a későbbi győztes Marseille és a skót Rangers mögött. 1994-ben visszatért Fehérvárra, ahol egy súlyos sérülés miatt kellett abbahagynia a sportot.

### Válogatottban
A magyar válogatottban 1984 és 1993 között 28 alkalommal szerepelt és 1 gólt szerzett. Tagja volt az 1986-os mexikói világbajnokságon részt vevő csapatnak.

### Edzőként
Edzői diplomáját Belgiumban szerezte. 1995-től a fehérvári utánpótlás csapat edzője volt két éven át. 1999–2000-ben Zalaegerszeg dolgozott. 2008. januárjától Fehérváron vezetőedző. 2017 februárjában a másodosztályú BFC Siófok vezetőedzője lett. Szeptemberben a gyenge eredmények miatt menesztették. 2019 júliusától 2021 májusáig a a kaposvári Rákóczinál pályaedző volt.

## Sikerei, díjai
- Magyar bajnok: (1987–1988, 1988–1989).
- UEFA kupa 2.: (1984–1985).
- Belga bajnok: (1990, 1992).
- Belga kupa-győztes: (1991).
- Belga szuperkupa-győztes: (1990, 1991, 1992, 1994)

## Statisztika

### Mérkőzései a válogatottban
| Magyarország | Magyarország         | Magyarország                      | Magyarország     | Magyarország | Magyarország            | Magyarország | Magyarország | Magyarország |
| #            | Dátum                | Helyszín                          | Hazai            | Eredmény     | Vendég                  | Kiírás       | Gólok        | Esemény      |
| ------------ | -------------------- | --------------------------------- | ---------------- | ------------ | ----------------------- | ------------ | ------------ | ------------ |
| 1.           | 1984. május 23.      | Székesfehérvár, Sóstói Stadion    | Magyarország     | 0 – 0        | Norvégia                | barátságos   | -            |              |
| 2.           | 1984. augusztus 22.  | Budapest, Népstadion              | Magyarország     | 3 – 0        | Svájc                   | barátságos   | -            | 46'          |
| 3.           | 1985. október 16.    | Cardiff, Ninian Park              | Wales            | 0 – 3        | Magyarország            | barátságos   | -            |              |
| 4.           | 1986. február 1.     | Doha, el-Kabir-stadion (QAT)      | Ázsia-válogatott | 0 – 2        | Magyarország            | barátságos   | -            |              |
| 5.           | 1986. február 2.     | Doha                              | Katar            | 0 – 3        | Magyarország            | barátságos   | -            | 59'          |
| 6.           | 1988. december 11.   | Ta’ Qali                          | Málta            | 2 – 2        | Magyarország            | vb-selejtező | -            |              |
| 7.           | 1989. március 8.     | Budapest, Népstadion              | Magyarország     | 0 – 0        | Írország                | vb-selejtező | -            |              |
| 8.           | 1989. április 4.     | Budapest, Népstadion              | Magyarország     | 3 – 0        | Svájc                   | barátságos   | -            |              |
| 9.           | 1989. április 12.    | Budapest, Népstadion              | Magyarország     | 1 – 1        | Málta                   | vb-selejtező | -            |              |
| 10.          | 1989. április 26.    | Taranto, Jacovone Stadion         | Olaszország      | 4 – 0        | Magyarország            | barátságos   | -            |              |
| 11.          | 1989. június 4.      | Dublin, Landsdowne Road           | Írország         | 2 – 0        | Magyarország            | vb-selejtező | -            |              |
| 12.          | 1989. szeptember 6.  | Belfast, Windsor Park             | Észak-Írország   | 1 – 2        | Magyarország            | vb-selejtező | -            |              |
| 13.          | 1990. május 28.      | Nîmes, Costiéres Stadion (FRA)    | Magyarország     | 3 – 0        | Egyesült Arab Emírségek | barátságos   | -            |              |
| 14.          | 1990. június 2.      | Budapest, Fáy utcai Stadion       | Magyarország     | 3 – 1        | Kolumbia                | barátságos   | -            |              |
| 15.          | 1990. szeptember 12. | London, Wembley Stadion           | Anglia           | 1 – 0        | Magyarország            | barátságos   | -            |              |
| 16.          | 1990. október 17.    | Budapest, Népstadion              | Magyarország     | 1 – 1        | Olaszország             | Eb-selejtező | 1            | 16'          |
| 17.          | 1990. október 31.    | Budapest, Hungária körúti Stadion | Magyarország     | 4 – 2        | Ciprus                  | Eb-selejtező | -            |              |
| 18.          | 1991. március 27.    | Santander, Sardinero Stadion      | Spanyolország    | 2 – 4        | Magyarország            | barátságos   | -            |              |
| 19.          | 1991. április 3.     | Limassol                          | Ciprus           | 0 – 2        | Magyarország            | Eb-selejtező | -            |              |
| 20.          | 1991. április 17.    | Budapest, Népstadion              | Magyarország     | 0 – 1        | Szovjetunió             | Eb-selejtező | -            |              |
| 21.          | 1991. május 1.       | Salerno, Arechi Stadion           | Olaszország      | 3 – 1        | Magyarország            | Eb-selejtező | -            |              |
| 22.          | 1991. szeptember 11. | Győr, Rába ETO Stadion            | Magyarország     | 1 – 2        | Írország                | barátságos   | -            |              |
| 23.          | 1991. szeptember 25. | Moszkva, Luzsnyiki Stadion        | Szovjetunió      | 2 – 2        | Magyarország            | Eb-selejtező | -            |              |
| 24.          | 1991. október 9.     | Székesfehérvár, Sóstói Stadion    | Magyarország     | 0 – 2        | Belgium                 | barátságos   | -            |              |
| 25.          | 1992. augusztus 26.  | Nyíregyháza, Városi Stadion       | Magyarország     | 2 – 1        | Ukrajna                 | barátságos   | -            |              |
| 26.          | 1992. szeptember 9.  | Luxembourg, Municipal Stadion     | Luxemburg        | 0 – 3        | Magyarország            | vb-selejtező | -            |              |
| 27.          | 1992. november 11.   | Szaloniki, PAOK Stadion           | Görögország      | 0 – 0        | Magyarország            | vb-selejtező | -            |              |
| 28.          | 1993. március 31.    | Budapest, Népstadion              | Magyarország     | 0 – 1        | Görögország             | vb-selejtező | -            | 35'          |
|              | Összesen             |                                   |                  | 28           | mérkőzés                |              | 1            | gól          |